# El Molino (paroisse civile)
Pour les articles homonymes, voir El Molino et Molino.
El Molino est l'une des sept divisions territoriales et statistiques dont l'une des six paroisses civiles de la municipalité d'Arzobispo Chacón dans l'État de Mérida au Venezuela. Sa capitale est El Molino.